# 1835 ve fotografii

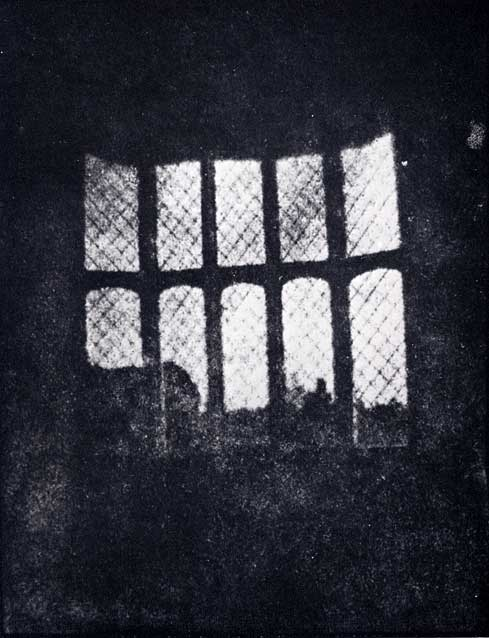
Arkýřové okno v Lacock Abbey – nejstarší negativ na světě, který pořídil William Fox Talbot v srpnu roku 1835, sbírka National Media Museum

Tento článek obsahuje významné fotografické události v roce 1835.

## Události
- srpen – Britský fotograf William Fox Talbot ukázal veřejnosti první fotografický negativ. Jednalo se o snímek Arkýřové okno v Lacock Abbey. Vznikl princip negativ – pozitiv. Pokryl negativ tenkou vrstvou vosku a prosvítil na papír upravený stejným postupem. Tím získal pozitiv. Snímky pořízené touto cestou sice nebyly příliš kvalitní, ale byly prvním krokem ke svitkovým filmům a kinofilmům.[1]
- Charles Wheatstone zkonstruoval přístroj pro pozorování stereoskopických dvojic kreslených obrazů.[1]

## Narození v roce 1835
- 20. března – Guillaume Berggren, švédský fotograf působící v Istanbulu († 26. srpna 1920)
- 5. května – Peter Petersen, dánsko-norský fotograf († 26. července 1894)
- 5. září – Adolph Lønborg, dánský fotograf († 27. října 1916)
- 17. října – Alexandrine Tinne, nizozemská průzkumnice a fotografka († 1. srpna 1869)
- 22. října – George Fiske, americký krajinářský fotograf († 21. října 1918)
- ? – Šiniči Suzuki I, japonský fotograf († 1918)
- ? – Hilda Sjölin, švédská fotografka († 1915)
- ? – Dimitar Kavra, řecko-bulharský fotograf, majitel prvního fotoateliéru v Plovdivu († 1908)
- ? – Henry James Johnstone, britsko-australský fotograf a malíř (1835–1907)